# طرق وعرة
طرق وعرة (بالروسية: Плохие дороги، بلوخي دوروغي) هو فيلم درامي أوكراني باللغة الروسية، من إخراج ناتاليا فوروجبيت وصدر في 2020. وكان عرضه العالمي الأول في 3 سبتمبر 2020 في أسبوع النقاد خلال مهرجان البندقية السينمائي الدولي الخامس والثلاثين. حيث عُرضّ في المنافسات. في سبتمبر 2021، وقع الاختيار عليه ليكون البداية الأوكرانية لأفضل فيلم روائي طويل دولي في حفل توزيع جوائز الأوسكار الرابع والتسعين.

## الحبكة
صورت أربع قصص قصيرة حول إناس على طول طرق دونباس خلال الحرب. حيث لا أماكن آمنة ولا يمكن لأحد أن يفهم ما يجري. حتى وهم محاصرون في الفوضى، تمكن البعض من بسط سلطته على الآخرين. لكن في هذا العالم، حيث قد لا يأتي الغد أبدًا، فإن كل شخص ليس أعزلاً أو بائسًا. حتى الضحايا الأكثر براءة قد يكون لهم دور في تولي زمام الأمور.

## طاقم التمثيل
أفضل الممثلين في الفيلم:
- زويا بارانوفسكا - امرأة شابة
- مارينا كليموفا - صحافية
- آنا جورافسكا - فتاة صغيرة
- إيهور كولتوفسكي - مدير مدرسة
- أندريه ليليوخ - القائد

## وصلات خارجية
- طرق وعرة  في قاعدة بيانات الأفلام على الإنترنت (بالإنجليزية)
- وعرة/ طرق وعرة في روتن توميتوز.